# Leonardo Tejada
Leonardo Tejada (Latacunga, 1908 - Quito, 30 de enero de 2005) fue un pintor ecuatoriano cuya obra se destacó por su realismo social y expresionismo.

## Biografía
Tejada nació en una familia de talladores de madera, y él mismo usó madera en su arte. Fue un estudioso del folclore y un iniciador del renacimiento del arte popular de Ecuador. En 1923 se matriculó en la Escuela de Bellas Artes de Quito, de la que se graduó en 1930.
Fue uno de los fundadores de la Casa de la Cultura Ecuatoriana. 
Desde muy joven creó arte que expresaba la realidad social de su pueblo. Empleó la acuarela, el óleo y el tallado en madera en su arte. Se le atribuye en gran parte el resurgimiento del arte popular en Ecuador. Realizó su primera exposición de arte popular en la Casa de la Cultura Ecuatoriana en 1952. También contribuyó al resurgimiento del arte escultórico indígena de Ecuador. Desde la década de 1970 incorporó materiales reciclables en sus obras, entre ellos trapos, cordones y otros materiales, buscando más expresión a partir de los propios materiales. También trabajó como docente en varios países, como Costa Rica y Venezuela.
Incluso en la escuela, Tejada, como la mayoría de los artistas, mostró una tendencia a pensar fuera de la caja. No interesado en lo académico, se dedicó a pintar. Su singularidad radicaba en enraizar sus pinturas en la situación social imperante. Fue esta cercanía y deseo de retratar la vida social lo que dio a la obra de Tejada una dignidad sociopolítica. Su enfoque también lo hizo inmensamente popular en su país. Sus pinturas al óleo son especialmente sinceras y dolorosamente honestas, y representan la miseria y la pobreza de la gente. Su contribución al grabado en madera en Ecuador es igualmente importante. Se le atribuye el inicio de una especie de renacimiento en el grabado en madera. Su exhibición de Arte Popular, ambientada en 1952 en la Casa de la Cultura Ecuatoriana, también se considera un paso importante para revivir el arte popular en Ecuador.
Murió en Quito el 30 de enero de 2005 a los 97 años de edad.
En 2003 recibió el premio nacional de Ecuador Premio Eugenio Espejo en el campo del arte.